# 성산 (서울)
성산(城山)은 대한민국 서울특별시 마포구 성산1동에 있는 산이다. 이 산 이름에서 성산동 지명이 유래하였다. 성산(城山)이라는 이름은 한자어이며 순한글 이름은 성메 또는 성미라고 불린다. 성산의 높이는 66m이다. 원래의 성산은 성산2동까지 연결된 산이였으나 일제시대 때 홍제천 직강공사를 통해 산이 잘려 지금의 성산이 되었고 잘린 성산2동쪽의 산은 새터산으로 불린다. 성산 안에는 성산근린공원이 설치되어 성산1동 주민들이 이용하고 있다. 성산 주변으로 옛 마포구청, 성서중학교, 성서초등학교, 홍익초중고가 있으며 이런 학교들이 들어섬에 따라 산 면적이 좁아지고 있다. 이 산은 성미산으로도 불리는데 앞에서 설명했듯이 성미 의 미는 뫼 산(山)의 뫼가 발음이 변하여 메, 미 로 변한 것이라 산이라는 뜻을 이미 갖고있어서 성미산이라는 명칭은 맞는 명칭이 아니다.

## 같이 보기
- 서울의 산 목록
- 성산동
- 홍제천
- 성산대교
- 성산로